# کیون گریس
کیون گریس (انگلیسی: Kiwane Garris؛ زاده ۲۴ سپتامبر ۱۹۷۴) یک ورزشکار اهل ایالات متحده آمریکا است. 